# Bremer Nationalversammlung
Die Bremer Nationalversammlung war von 1919 bis 1920 in Bremen die verfassunggebende Versammlung für das Land Bremen zur Zeit der Weimarer Republik.

## Geschichte

### Vorgeschichte
Nach dem Ersten Weltkrieg und der Novemberrevolution von 1918, die zur Umwandlung des Deutschen Reiches von einer konstitutionellen Monarchie in eine parlamentarisch-demokratische Republik führte, strebten die demokratischen Kräfte in Bremen auch für die Abschaffung des 8-Klassenwahlrechts und für die Einführung eines allgemeinen, unmittelbaren, freien, gleichen und geheimen Wahlrechts zur Wahl der Bremischen Bürgerschaft. Ein 1918 gebildeter Arbeiter- und Soldatenrat als Legislative in Bremen bezog nicht die bürgerlichen Kräfte ein und schloss am 10. Januar 1919 die gemäßigten Sozialdemokraten (MSPD) aus. In einem Bürgerausschuss organisierte sich Ende 1918 das liberale Bürgertum. Die im Januar 1919 vom  Arbeiterrat durch Vertreter der KPD und USPD ausgerufene Bremer Räterepublik wurde mit militärischer Gewalt am 4. Februar 1919 zerschlagen.

### Einberufung der Nationalversammlung
Am 19. Januar 1919 erfolgte in Deutschland mit 85 % Wahlbeteiligung die Wahl zur Weimarer Nationalversammlung. In Bremen waren die Mehrheitssozialisten (MSPD) eindeutige Sieger mit 42 % der Stimmen, die Kommunisten nahmen an der Wahl nicht teil und die USPD erreichte nur 18 % der Stimmen. Trotz der Niederlage der im Arbeiter- und Soldatenrat vertretenen beiden Parteien (KPD und USPD) beschloss dessen am 10. Januar gebildeter Rat der Volksbeauftragten der Bremer Räterepublik die Einberufung einer gewählten Volksvertretung. Die Wahl zur Bremer Nationalversammlung sollte aus taktischen Gründen  gemäß Beschluss des Arbeiter- und Soldatenrats vom 1. Februar 1919 zunächst am 1. März, dann aber am 9. März 1919 stattfinden.
Nach dem Zerschlagen der Räterepublik führte die von der MSPD gebildete provisorische Regierung unter Führung von Karl Deichmann gemäß einer Verordnung vom 10. Februar die Wahlen zur Bremer Nationalversammlung am 9. März 1919 durch. Gewählt wurden 200 Abgeordnete, die 20 Jahre alt seien mussten, in den vier Wahlkreisen Stadt (166 Abg.), Land (17 Abg.), Vegesack (3 Abg.) und Bremerhaven (14 Abg.). Zum ersten Mal in Bremen konnten Frauen ihr Wahlrecht ausüben und es wurden 18 Frauen gewählt.
Von den 200 Mandaten erhielten von den linken Parteien
- die MSPD: 67 Mandate (32,7 %) mit u. a. Karl Deichmann, Hermann Rhein, Ludwig Waigand, Wilhelm Kleemann
- die USPD: 38 Mandate (19,2 %) mit u. a. Alfred Henke, Hinrich Schmalfeldt, Anna Stiegler, Emil Sommer, Alfred Faust, August Hagedorn
- die KPD: 15 Mandate (7,7 %) mit u. a. Hermann Böse, Johann Knief († 6. April 1919).

und von den bürgerlichen Parteien
- die liberale Deutsche Demokratische Partei (DDP): 39 Mandate (19,9 %) mit u. a. Wilhelm Böhmert, Ernst Degenhardt, Agnes Heineken, Theodor Spitta, Hermann Wenhold, Richard Dunkel, Waldemar Becké, Georg Kunoth, Hermann Tjaden, Sigmund Meyer (Ingenieur)
- der konservative Landeswahlverband aus Demokratische Volkspartei (DVP) und Deutschnationalen (DNVP): 27 Mandate (13,4 %) mit u. a. Adolf Vinnen, Heinrich Bömers, Alfred Gildemeister, Carl Dietz, Hermann Apelt, Mathilde Plate, Johann Depken
- die Christliche Volkspartei: 3 Mandate
- die Liste Gewerbetreibende: 9 Mandate
- die Liste Angestellte: 2 Mandate

### Arbeit der Nationalversammlung
Die Nationalversammlung konstituierte sich am 4. April 1919. Da die MSPD mit den beiden anderen linken Parteien wegen des Ausschlusses aus dem Arbeiter- und Soldatenrat und grundsätzlicher differierender politischer Bewertungen zerstritten war, bildete sie mit den bürgerlichen Parteien eine Koalition. Der Kaufmann Richard Dunkel (DDP) wurde mit 141 Stimmen zum Präsidenten gewählt. Ein „Gesetz betr. die vorläufige Ordnung der Staatsgewalt“ wurde am 9. April 1919 einstimmig verabschiedet und es legte die Hauptaufgaben der Nationalversammlung fest. Ein Übergangsgesetz regelte die Gültigkeit bisheriger Gesetze, auch die der Revolutionszeit. Wilde Gerüchte über neue Unruhen und Revolutionsabsichten veranlasste die Versammlung am 10. April 1919 einen vorläufigen Bremer Senat, bestehend aus 18 Senatoren unter der Führung von Karl Deichmann (SPD) als Präsident des Senats, zu wählen. Es kamen aus der SPD 9, der DDP 5 und der DVP 3 Senatoren sowie der parteilose bürgerliche Martin Donandt. Senator Friedrich Nebelthau (DDP) wurde mit dem Titel Gesandter und Bevollmächtigter Minister am 31. Dezember Vertreter Bremens beim Deutschen Reich. Der Senat war von bürgerlichen leitenden Beamten umgeben.
Der bei der Niederschlagung der Räterepublik verhängte Belagerungszustand als Ausnahmezustand wurde im Mai 1919 gelockert. Zuvor hatten am 15. April die Gewerkschaften zu einem Generalstreik aufgerufen, der nicht voll aber in einigen großen Betrieben durchgeführt wurde. Die Sicherung der öffentlichen Ordnung wurde durch Regierungsschutztruppen und Stadtwehr gewährt. Ein erwarteter Linksputsch fand deshalb nicht statt. Am 29. April endeten die Streikmaßnahmen. Die MSPD drängte ab Juli 1919 darauf, den Ausnahmezustand zu beenden. Am 7/9. September hob die Reichsregierung den Belagerungszustand auf.
Das mit Grundbesitz verbundene Wahlrecht in den Landgemeinden wurde im Juni 1919 abgeschafft.
Die propagandistischen Obstruktionen der KPD-Vertreter störten zwar die Verhandlungen, konnten aber nicht die Arbeit wesentlich verhindern. Am 22. August traten die Kommunisten aus der Nationalversammlung aus. Auch danach kam die Arbeit in der Versammlung nur schleppend voran.

### Verfassungsausschuss
Am 23. Mai 1919 begann mit 13 Abgeordneten der Verfassungsausschuss unter anderen mit Ludwig Waigand (MSPD, Parteisekretär), Waldemar Becké (DDP, Stadtdirektor), Bernhard Wilkens (DDP, Rechtsanwalt), Hermann Wenhold (DDP, Volkswirt), Rudolph Künkler (USPD, Senatssyndicus), Alfred Faust (USPD, Journalist), Alfred Gildemeister (DVP, Rechtsanwalt) sowie den Senatoren Theodor Spitta (DDP), Karl Behle (MSPD) und Bürgermeister Karl Deichmann. Erst ab Juni 1919 – nach Beschluss der Reichsverfassung –  begann der Ausschuss jedoch mit seiner Arbeit. Unter maßgeblichem Einfluss von Senator Spitta konnte ein Verfassungsentwurf erarbeitet werden. Die Arbeiten an der Verfassung waren zum Missvergnügen der USPD vertraulich.
Am 7. Mai 1920 wurde der Verfassungstext der Nationalversammlung vorgelegt und durch Spitta vertreten. Die neue, parlamentarische Verfassung beinhaltete
- ein allgemeines, gleiches und geheimes  Wahlrecht,
- den Volksentscheid,
- eine Bürgerschaft als Legislative mit 120 Abgeordneten, davon 102 für die Stadt, 7 für das Landgebiet, 2 für Vegesack und 9 für Bremerhaven,
- Deputationen aus Vertretern der Bürgerschaft und des Senats,
- einen Senat als Exekutive mit 12 Senatoren und zwei Bürgermeister, die auf unbestimmte Zeit gewählt wurden und der den Staat nach innen und außen vertrat,
- die Ermächtigung der Zuweisung von einzelnen Geschäftszweigen an einzelne Senatoren oder Senatsausschüsse,
- eine Gesetzgebung auf Antrag des Senats oder auf Wunsch eines Drittels der Abgeordneten,
- eine Rechtspflege durch „unabhängige Gerichte“, mit einem Richterwahlausschuss bestehend aus einem Senator, einem Abgeordneten und einem Richter,
- die Selbstverwaltung der Landgemeinden,
- die Verwaltung der Häfen durch eine Körperschaft des öffentlichen Rechts,
- die Handelskammer, Kleinhandelskammer, Gewerbekammer, Landwirtschaftskammer Bremen, Angestelltenkammer und Arbeiterkammer (Seit 2001 Arbeitnehmerkammer Bremen) als Körperschaften des öffentlichen Rechts,
- die Trennung von Staat und Kirchen.

Im Gegensatz zu den Verfassungen von 1849, 1854 und 1947 enthielt diese Verfassung keine Bestimmungen über die Grundrechte und Pflichten der Staatsbürger, da die Weimarer Verfassung diese Artikel bereits beinhaltete.
Künkler (USPD) und die USPD kritisierten den Entwurf und forderten eine weitergehende Verfassung mit mehr Rechten für die Volksvertreter, vor allem für die Arbeiter (großer Arbeiterrat mit Vetorechten, Wahl der Richter durch die Bürgerschaft, mehr Rechte der Arbeiter, abhängiger Senat, Sozialistischer Freistaat).

Die Rechte kritisierte hingegen die zu starke Abhängigkeit der Regierung vom Parlament und forderte mehr unabhängige, fachlich ausgebildete Senatoren.
Vom 8. bis 11. Mai wurde die Verfassung und ein Senatsgesetz von der Nationalversammlung angenommen und am 18. Mai 1920 die Verfassung der Freien Hansestadt Bremen verkündet und rechtskräftig erlassen. Sie galt bis 1933. Das Gesetz über den Volksentscheid wurde am 29. Mai gesondert veröffentlicht.

### Bürgerschaft- und Senatswahlen
Die Bremische Bürgerschaft wurde danach zugleich mit den Reichstagswahlen am 6. Juni 1920 gewählt. Bei der Bürgerschaftswahl verlor die MSPD und  erhielt nur 18,3 % der Stimmen, die USPD gewann und hatte 30,7 % der Stimmen, die Kommunisten erhielten nur 4,5 %, die DDP nur 13,9 %, hingegen die DVP 20,0 %, die DNVP 6,8 % und die Liste der Wirtschaftsverbände des Mittelstandes 5,5 % der Stimmen. Zum Präsidenten der Bürgerschaft wurde wieder Richard Dunkel (DDP) gewählt. Zu Senatoren wurden danach Vertreter der DDP, der DVP und zwei Parteilose sowie der parteilose Martin Donandt als Präsident und Theodor Spitta (DDP) als Bürgermeister gewählt.